# Promotore (biologia)
In biologia un promotore è una regione di DNA costituita da specifiche sequenze dette consenso, alla quale si lega la RNA polimerasi per iniziare la trascrizione di un gene, o di più geni (operone).

## Struttura dei promotori
I promotori, costituiti da DNA a doppia elica, si trovano generalmente a monte del gene di cui iniziano la trascrizione e sono lunghi circa 200 bp; l'RNA polimerasi riconosce il DNA a doppia elica e si lega ad esso, anche se soltanto un'elica verrà utilizzata come stampo per la trascrizione. I promotori più efficienti sono chiamati promotori forti, dove per forza di un promotore s'intende il numero di trascritti a cui esso può dare inizio in un dato tempo. I promotori sono costituiti da sequenze nucleotidiche di basi intervallate da corte sequenze che funzionano come moduli di controllo per l'espressione genica. Sono proprio questi moduli a caratterizzare i promotori: vi sono quelli costitutivi, i cui elementi di controllo possono legarsi ubiquitariamente a fattori di trascrizione differenti (geni housekeeping), e quelli che rispondono a fattori specifici che ne regolano l'espressione genica.
I promotori di tutti i geni che codificano per proteine sono stati analizzati confrontando le sequenze di DNA a monte di numerosi geni strutturali e verificando l'eventuale presenza di regioni con sequenze simili. I risultati di questi tipi di esperimenti indicano che i promotori dei geni che codificano per proteine contengono elementi promotori basali ed elementi promotori prossimali.

## Tipi di promotore
I promotori sono divisibili in costitutivi e inducibili. I promotori costitutivi sono spesso associati a regioni "enhancer", che sono in grado di fare aumentare l'attività trascrizionale da 10 a 200 volte, rispetto alla trascrizione in assenza di tale sequenza.
L'enhancer è costituito da una serie di moduli per l'associazione con proteine specifiche che la rendono per struttura molto simile ad un promotore. Spesso si trovano in una regione molto lontana rispetto al promotore del gene a cui sono associati. Alcuni enhancer virali sono specifici per un dato ospite, mentre altri (SV40, LTR di RSV e CMV) sono attivi in differenti tipi cellulari di varie specie. Essi sono i determinanti temporali e spaziali dell'espressione di un gene. Esempi di promotori costitutivi sono: il promotore dei geni precoci di SV40; il promotore maggiore dei geni della regione tardiva dell'adenovirus; il promotore del Raus Sarcoma Virus (RSV); il promotore immediato dei geni precoci del citomegalovirus (CMV). 
I promotori inducibili nei mammiferi sono sotto il controllo di specifici enhancer che, a seguito di stimoli cioè di fattori trascrizionali specifici, vengono attivati. Questi promotori sono molto sfruttati in ingegneria genetica, quando è necessario controllare il livello di espressione dei geni esogeni.
Per utilizzare i promotori inducibili è necessario uno studio approfondito del sistema da usare. Infatti, l'elemento induttore potrebbe agire, oltre che sul promotore del gene da esprimere, anche altrove, generando risposte generali spesso vantaggiose. Un esempio di promotore inducibile è quello del β-interferone, che è indotto nei fibroblasti da un'infezione virale e non risulta funzionale in tutti i tipi cellulari. Per adattarlo a vari tipi cellulari è necessario pretrattare con interferone le cellule, in modo da indurre la sintesi della proteina che riconosce l'enhancer specifico. 
Un altro esempio di promotore inducibile è quello delle metallotionine, che contiene diversi elementi MRE (metal regulatores elements), che rispondono ai metalli pesanti, come cadmio e zinco. L'inserzione di più copie di questi elementi a monte del promotore genetico può comportare un'induzione Zn-dipendente del gene clonato.
Altri promotori inducibili sono ad esempio: quello delle Heat-Shock protein, attivato in seguito ad uno stress; quello inducibile dai glucocorticoidi, in cui è il complesso recettore-ormone a traslocare nel nucleo e ad agire direttamente da fattore trascrizionale; quello dipendente dall'espressione dell'antibiotico tetraciclina, che rappresenta un sistema di controllo dell'espressione genica batterica, trasportato anche negli eucarioti.

## RNA polimerasi negli eucarioti
Nel nucleo degli eucarioti sono presenti tre RNA polimerasi: ognuno di questi enzimi riconosce un promotore associato ad una particolare classe di geni.
- RNA polimerasi I: sintetizza tutti gli rRNA escluso il 5S che viene codificato in altre regioni del genoma
- RNA polimerasi II: sintetizza tutti gli mRNA che grazie all'apparato ribosomiale verranno tradotti in proteine nel citoplasma, sintetizza per i piccoli RNA nucleari (snRNA), ossia piccoli RNA che associati a proteine formeranno gli snRNP(small nuclear ribonucleoprotein) coinvolte nel processo di splicing, e per i piccoli RNA nucleolari (snoRNA). Inoltre l'RNA polimerasi II sintetizza particolari tipi di RNA, chiamati miRNA, fondamentali per il controllo della traduzione negli eucarioti.
- RNA polimerasi III: sintetizza l'rRNA 5S, gli snRNA U5 ed infine i tRNA; questi ultimi trasportano l'aminoacido specifico che verrà inserito nella catena polipeptidica mediante il riconoscimento codone-anticodone.

Il motivo di questa specificità risiede nel fatto che ogni tipo di RNA polimerasi riconosce soltanto quei promotori che si rintracciano all'interno di una classe particolare di geni.

## Promotori eucariotici e procariotici
Negli Eucarioti generalmente un unico promotore controlla l'espressione di un solo gene; si parla infatti di mRNA monocistronici.
Al contrario, nei Procarioti uno stesso promotore controlla l'espressione di più geni che codificano per proteine funzionalmente correlate, come per esempio l'operone lac in cui uno stesso promotore permette la trascrizione dei geni che codificano per enzimi(ß-galattosidasi, transacetilasi e lattosio permeasi) che permettono ai batteri di metabolizzare il lattosio. Quindi, nei Procarioti si parla di mRNA policistronici.
Inoltre, nei Procarioti il riconoscimento del promotore è mediato dall'oloenzima, un complesso costituito dall'RNA polimerasi (core) e i fattori σ che permettono l'individuazione di promotori specifici. Per esempio, in E.coli, in condizioni fisiologiche, è maggiormente espresso il fattore σ70 che consente la trascrizione dei geni housekeeping (costitutivi).
In condizioni di stress, invece, nella cellula vengono espressi fattori σ alternativi che permettono alla cellula di sopravvivere alle condizioni avverse.
Durante lo shock termico (heat shock), per esempio, aumentano i livelli d'espressione del fattore σ32 che si associa all'RNA polimerasi andando così a legare promotori specifici per l'espressione di proteine necessarie alla sopravvivenza.

## Sequenza consenso
La sequenza consenso rappresenta la successione migliore di basi, riconosciuta dall'RNA polimerasi per legarsi allo stampo e dare avvio alla trascrizione.
Nei procarioti il promotore si compone di tre parti: 
- un sito di inizio (quasi sempre una purina)
- una sequenza che si trova a -10 (rispetto al sito di inizio della trascrizione indicato con +1), formata da sei paia di basi (con funzioni analoghe alla TATA box eucariotica e sequenza TATAAT)
- una sequenza a -35 (sempre rispetto al sito di inizio della trascrizione) contenente sei paia di basi con sequenza TTGACA.

Gli elementi -10 e -35 sono separati da un frammento non specifico formato da 17-19 nucleotidi.
Confrontando diversi promotori, è possibile dedurre una sequenza consenso, la quale rappresenta le regioni -10 e -35 più comuni, separate dallo spaziatore ottimale ovvero da 17 paia di basi. Pochi promotori presentano questa sequenza esatta anche se la maggior parte risultano diversi solo per pochi nucleotidi.
```
  3'-XXXXXXXPPPPPXXXXXXPPPPPPXXXXGGGGGGGGGGGGGGGGGGGGGGGGGGGGGGGGGGGGGGGGGGGGGGGGGGGGGXXXX-5‘
             -35       -10       gene da trascrivere
```

Nucleotidi più frequentemente riconosciuti che determinano la sequenza consenso: 
```
Sequenza -10
  T   A   T   A   A   T 
 77% 76% 60% 61% 56% 82%
```

```
Sequenza -35
  T   T   G   A   C   A
 69% 79% 61% 56% 54% 54% 
```

Negli eucarioti ogni RNA polimerasi possiede un proprio promotore.
Il promotore della RNA polimerasi I è composto da due sequenze:
Nucleo del promotore: si estende da -45 a +20 ed è ricco in GC, tranne che per una sequenza ricca in AT vicina all'inizio; vi si lega un fattore formato da 4 proteine tra cui la TBP. Da solo è sufficiente a garantire l'inizio della trascrizione. 
Elemento a monte del promotore (Upstream Promoter Element): si estende da -180 a -107 ed è ricco in GC. Ad esso si lega la proteina UBF.
Il promotore della RNA polimerasi II è costituito da:

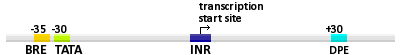
Elementi del nucleo del promotore.

Nucleo del promotore: costituito da una serie di sequenze che agiscono in cis necessarie per l'inizio della trascrizione. Lega i fattori di trascrizione basali o generali (TFII) ed è costituito essenzialmente da cinque elementi:
- BRE (TFIIB Recognition Element): elemento riconosciuto da TFIIB ed è localizzato a circa -35
- TATA box: sito di legame per la proteina TBP in grado di promuovere da sola l'inizio della trascrizione in vitro ed è posta a -25
- Sequenza iniziatore (INR): presente sul sito d'inizio della trascrizione e insieme alla TATA box produce un effetto sinergico
- MTE (Motif Ten Element): funziona solo se è presente anche INR; può funzionare anche in assenza della TATA box o di DPE e se presente con la TATA box o DPE si ha un effetto sinergico
- DPE (Downstream Promoter Element): situato a +30; presente nei promotori privi della TATA box e funziona solo se è presente anche INR

Elementi regolatori prossimali per determinare quando e quanto frequentemente un gene è espresso. Sono posti tra -50 e -200 rispetto al sito d'inizio della trascrizione
- GC box: tipica dei geni housekeeping e opera come intensificatore
- CAAT box: posta a -75 e opera come intensificatore
- CRE elemento di risposta a cAMP

Il promotore della RNA polimerasi III può essere di tre tipi differenti:
- Tipo 1: si trova nei geni per l'RNA ribosomiale 5S e presenta due elementi di controllo a valle del punto d'inizio della trascrizione detti boxA e boxC
- Tipo 2: presente nei geni per il tRNA e contiene due elementi di controllo detti boxA e boxB a valle del punto d'inizio della trascrizione
- Tipo 3: presente nei geni per gli snRNA ed è costituito da tre elementi conservati detti Oct, PSE e TATA a monte del punto d'inizio della trascrizione

## Promotore Alternativo
Alcuni geni hanno dei promotori alternativi, ovvero siti di legame della RNA polimerasi su uno stesso gene opzionale rispetto a quello principale.
Essi danno origine a diverse versioni del trascritto a partire dallo stesso gene e permettono di ottenere una molecola di RNA che differisce all'estremità 5' da quella relativa al promotore principale.
I promotori alternativi sono presenti nel 23% geni umani (in media dal 10-20%) e a partire da un primo enhancer, che può avere parti alternative, permettono ad una singola cellula di sintetizzare proteine simili con caratteristiche biochimiche leggermente differenti.
Difetti nel funzionamento dei promotori alternativi, possono essere causa di gravi malattie genetiche.
Un esempio significativo è la 'distrofia muscolare di Duchenne', dovuta alla mutazione del gene distrofina, che governa la produzione della omonima proteina, componente fondamentale della struttura delle fibre muscolari scheletriche e cardiache.

## Analisi di un promotore: geni reporter
Esistono diversi metodi per lo studio dei promotori come: l'uso dei geni reporter, l'analisi per delezione e la mutagenesi linker-scanning.
I sistemi dei geni reporter sono usati per lo studio di regioni promotrici o enhancer e della loro interazione con elementi trans-regolatori.
L'attività promotrice e il ruolo funzionale degli elementi di controllo presenti, si valuta clonando la regione a monte del gene reporter, che è generalmente contenuta in un plasmide d'espressione. Questi, dopo ricombinazione, vengono introdotti in linee cellulari in cui si valuta poi la concentrazione della proteina reporter prodotta o della sua attività enzimatica.
I geni reporter codificano per proteine con attività enzimatica specifica che risponde a diverse caratteristiche: deve essere assente nella specie in esame e facilmente distinguibile da ogni attività enzimatica simile nella cellula; non deve dare competizione o interferenza con altre attività enzimatiche cellulari; il saggio, inoltre, deve essere semplice, rapido e riproducibile.
Nei saggi di cellule eucariotiche i geni reporter più usati sono quelli che codificano per enzimi batterici: CAT (cloramfenicolo acetil-trasferasi), in cui si ha una reazione di trasferimento di gruppi acetile dall'acetilCoA al cloramfenicolo, inattivandolo, cioè il cloramfenicolo acetilato non è più in grado di legare il sito peptidico dei ribosomi. L'analisi condotta è una cromatografia su strato sottile; β-galattosidasi che catalizza l'idrolisi del lattosio in glucosio e galattosio e come transgalattosidasi trasforma il lattosio in allolattosio. Si utilizzano substrati cromogenici o ferogenici; LUC (luciferasi) che è un enzima, derivato dalle lucciole che catalizza una reazione che produce bioluminescenza. La luce riflessa può essere misurata con un luminometro (luminometria), GFP (Green Fluorescent Protein) che è una proteina verde isolata dalla medusa Aequorea victoria, in grado di emettere fluorescenza verde in seguito all'irraggiamento con UV o luce blu. Il cromoforo formato è un prodotto post-traduzionale del gene. Dunque se il gene per la GFP viene introdotto in un vettore d'espressione la protein espressa nell'ospite non richiede la presenza di particolari cofattori per manifestare la fluorescenza; GUS (β-glucoronidasi).